# Algoritmo criptográfico

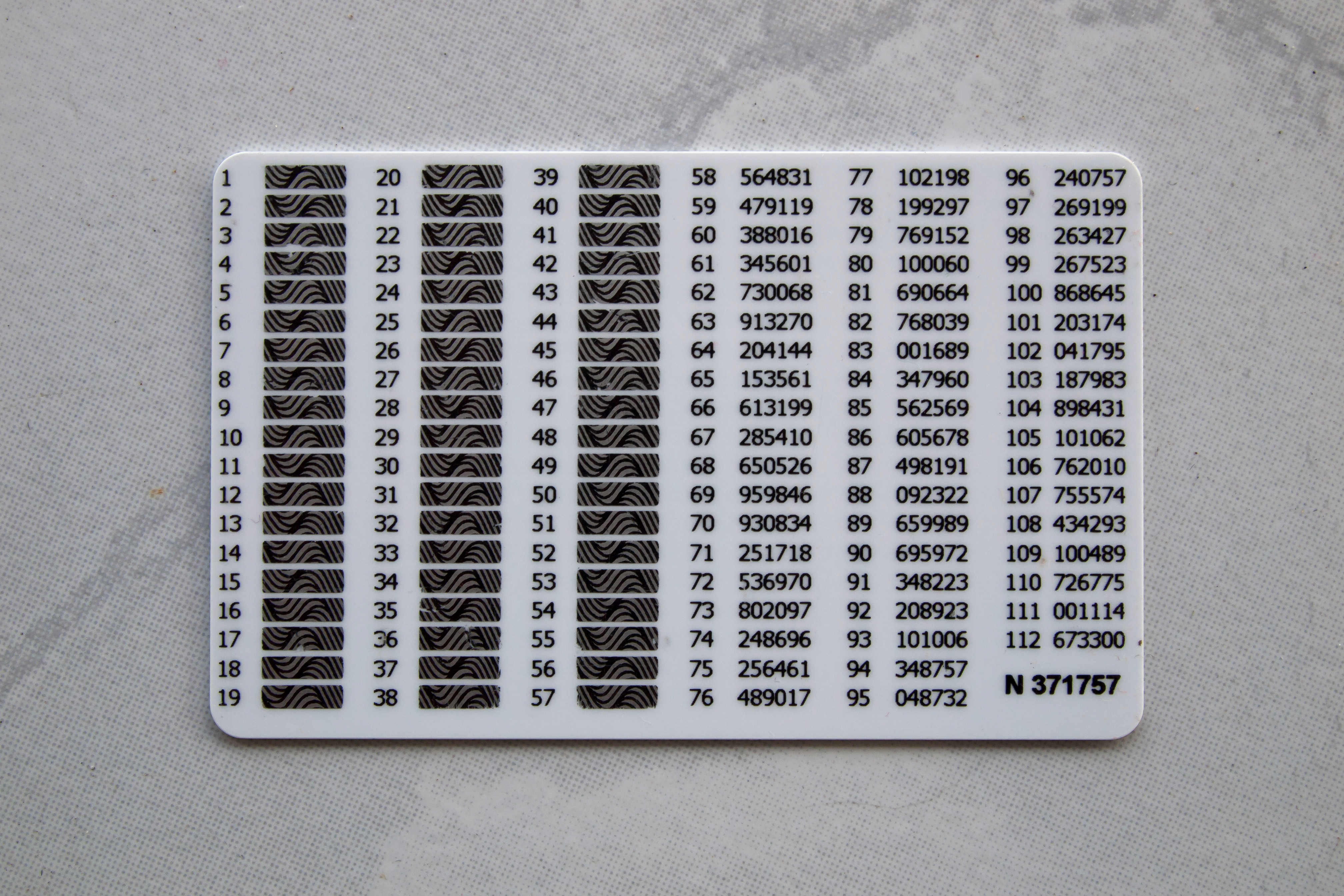
Tabla de código.

En computación y criptografía un algoritmo criptográfico es un algoritmo que modifica los datos de un documento con el objetivo de alcanzar algunas características de seguridad como autenticación, integridad y confidencialidad.

## Clasificación
Los algoritmos criptográficos se pueden clasificar en tres grupos:
- Criptografía simétrica o de clave secreta.
- Criptografía asimétrica o de clave pública.
- Hash o de resumen.

## Listado de algoritmos criptográficos
- Algoritmos Simétricos:
  - DES
  - 3DES
  - RC2
  - RC4
  - RC5
  - IDEA
  - AES
  - Blowfish
- Algoritmos Asimétricos
  - Diffie-Hellman
  - RSA
  - ElGamal
  - Criptografía de curva elíptica
- HASH
  - MD5
  - SHA-1
  - DSA